# Im Nayeon
Im Nayeon, estilizado como IM NAYEON, es el primer EP de la cantante surcoreana Nayeon, miembro del grupo Twice. El miniálbum fue lanzado el 24 de junio de 2023 por GONCE! y Republic Records, y corresponde al primer trabajo musical en solitario de alguna de las miembros de Twice. El álbum contiene doce pistas, incluido el sencillo principal titulado «Pop».

## Antecedentes y lanzamiento
El 1 de abril de 2022, el sitio web chino Weibo informó que JYP Entertainment acababa de ingresar en la compañía de registros GTIN (Número Global de Artículo Comercial) un artículo llamado «NA/ 1st Mini Album», lo que generó rumores entre los fanáticos, suponiendo un posible primer álbum de Nayeon, única miembro de la compañía cuyas iniciales coincidían.
El 16 de mayo de 2022, tras finalizar la cuarta gira mundial de Twice titulada Twice 4th World Tour III, su sello discográfico JYP Entertainment publicó en las redes sociales del grupo un misterioso mensaje dejando dos fechas sin explicación: 24 de junio de 2022 y 26 de agosto de 2022. Dos días después, el 18 de mayo, se anunció el próximo lanzamiento del primer miniálbum de Nayeon, miembro del grupo, para el día 24 de junio de 2022, confirmando el sentido de una de las fechas publicadas anteriormente. El álbum corresponde al primer trabajo musical en solitario de alguna de las miembros del grupo, desde su formación en el año 2015.
La confirmación vino acompañada de un póster, donde se aprecia un ramo de rosas, una taza blanca de té, un collar de perlas, gafas de sol y pintura de uñas, junto a la frase Im Nayeon, nombre de la cantante que da título al EP, el cual la agencia informó que no solo representa su nombre, sino también tiene el significado de "I'm Nayeon" (Yo soy Nayeon).

## Lista de canciones
| CD / Descarga digital |                                   |                                 |                                                                                                   |                                 |          |  |
| N.º                   | Título                            | Letras                          | Música                                                                                            | Arreglos                        | Duración |  |
| 1.                    | «Pop!»                            | Lee Seu Ran (이스란)            | KENZIE, Hayden Chapman, Greg Bonnick, Ellen Berg                                                  | LDN Noise                       | 2:48     |  |
| 2.                    | «No Problem» (feat. Felix)        | Lewis Shay Jankel pka Shift K3Y | Lewis Shay Jankel pka Shift K3Y                                                                   | Lewis Shay Jankel pka Shift K3Y | 3:16     |  |
| 3.                    | «Love Countdown» (feat. Wonstein) | Nayeon, Wonstein                | earattack, Ronnie Icon, Willemijn May, eniac, Wonstein                                            | earattack, eniac                | 3:17     |  |
| 4.                    | «Candyfloss»                      | Sim Eun-jee (심은지)            | Jade Thirlwall, Rick Parkhouse, George Tizzard                                                    | Red Triangle                    | 3:01     |  |
| 5.                    | «All Or Nothing»                  | Nayeon                          | Destiny Rogers, Carmen Reece, Jonathan Yip, Ray Romulus, Jeremy Reeves, Ray Charles McCullough II | The Stereotypes                 | 3:04     |  |
| 6.                    | «Happy Birthday To You»           | 정호현 (e.one)                  | 정호현 (e.one)                                                                                    | 정호현 (e.one)                  | 3:05     |  |
| 7.                    | «노을만 예쁘다 (Sunset)»          | Park Woo Sang (박우상)          | Park Woo Sang (박우상)                                                                            | Park Woo Sang (박우상)          | 3:13     |  |
| 21:44                 |                                   |                                 |                                                                                                   |                                 |          |  |

## Reconocimientos

### Listados
| Publicación | Lista                                | Ranking  | Ref.  |
| ----------- | ------------------------------------ | -------- | ----- |
| Uproxx      | Los mejores álbumes de pop de 2022   | Incluida | [ 8 ] |
| Uproxx      | Los mejores álbumes de K-Pop de 2022 | Incluida | [ 9 ] |

## Historial de lanzamiento
| País          | Fecha               | Formato                         | Sello                               |
| ------------- | ------------------- | ------------------------------- | ----------------------------------- |
| Corea del Sur | 24 de junio de 2022 | CD, descarga digital, streaming | JYP Entertainment, Republic Records |